# Phomopsis morphaea
Phomopsis morphaea är en svampart som beskrevs av Sacc. 1884. Phomopsis morphaea ingår i släktet Phomopsis och familjen Diaporthaceae.   Inga underarter finns listade i Catalogue of Life.